# AFP Giovinazzo 1975
Questa voce raccoglie le informazioni riguardanti l'AFP Giovinazzo nelle competizioni ufficiali della stagione 1975.

## Maglie e sponsor
| 1ª divisa |

## Rosa
| N° | Naz.              | Ruolo | Sportivo         |  |  |  |
| -- | ----------------- | ----- | ---------------- |  |  |  |
|    | Italia (bandiera) | E     | Angelo Beltempo  |  |  |  |
|    | Italia (bandiera) | E     | Luigi Beltempo   |  |  |  |
|    | Italia (bandiera) | E     | Paolo Camporeale |  |  |  |
|    | Italia (bandiera) | E     | Antonio Caricato |  |  |  |
|    | Italia (bandiera) | E     | Francesco Frasca |  |  |  |
|    | Italia (bandiera) | E     | Carmelo Labianca |  |  |  |
|    | Italia (bandiera) | E     | Felice Labianca  |  |  |  |
|    | Italia (bandiera) | P     | Lino Labianca    |  |  |  |
|    | Italia (bandiera) | E     | Michele Marolla  |  |  |  |
|    | Italia (bandiera) | E     | Savino Scivetti  |  |  |  |
|    | Italia (bandiera) | P     | Michele Siracusa |  |  |  |
|    | Italia (bandiera) | E     | Michele Vestito  |  |  |  |

- Allenatore:  Gianbattista Massari